# Un autre ciel
Pour plus de détails, voir Fiche technique et Distribution.
Un autre ciel (en russe : Другое небо, Drugoe nebo) est un film d'auteur du réalisateur Dmitri Mamoulia, qui date de 2010

## Synopsis
Ali, travailleur immigré d'Asie centrale, se rend avec son fils dans une grande ville à la recherche de sa femme qui a disparu. Mais tout n'est pas aussi simple que ce qu'Ali croyait.

## Fiche technique
- Réalisateur : Dmitri Mamoulia
- Photographie : Alichior Khamidkhodjaev
- Producteur : Arsène Gottlieb
- Musique : Anna Mouzytchenko
- Budget : 900 000 $

## Distribution
- Khabib Boufares : Ali
- Mitra Zeïkhedi : Mariam, épouse d'Ali
- Amirza Moukhamadi : Makhmoud, fils d'Ali et Marima

## Prix et récompenses
- 2010 : 21e Kinotavr
  - Prix Mikhael Tariverdieva pour la meilleure musique de film d' Anna Mouzytchenko[1].
- 2010 : 45eFestival international du film de Karlovy Vary, mention spéciale du jury[2].
- 2010 : À Cottbus,Festival du film de Cottbus. Prix spécial du jury pour les meilleurs débuts au cinéma et prix FIPRESCI[3].
- 24e cérémonie des Nika : Nika de la révélation de l'année. (le Grand Prix va à Alexeï Outchitel) [4].